# Heterusia amplificata
Heterusia amplificata là một loài bướm đêm trong họ Geometridae.